# Светско првенство у атлетици у дворани 2016 — 400 метара за жене
Трка на 400 метара у женској конкуренцији на Светском првенству у атлетици у дворани 2016. одржана је 18. и 19. марта у Орегонском конгресном центру у Портланду (САД).
Титулу освојену у Сопоту 2014, није бранила Франсина Макорори из САД.

## Земље учеснице
Учествовале су 19 такмичарки из 16 земаља.
1. Антигва и Барбуда (1)
2. Бахреин (1)
3. Британска Девичанска Острва (1)
4. Гвам (1)
5. Замбија (1)
6. Јамајка (2)
7. Јерменија (1)
8. Мали (1)
9. Намибија (1)
10. Пољска (2)
11. Порторико (1)
12. Румунија (1)
13. САД (2)
14. Словачка (1)
15. Сомалија (1)
16. Холандија (1)

## Освајачи медаља
| Олувакеми Адекоја Бахреин | Ешли Спенсер САД | Кванера Хејз САД |

## Рекорди пре почетка Светског првенства 2016.
Стање на 16. март 2016.
| Рекорди пре почетка Светског првенства 2016.     | Рекорди пре почетка Светског првенства 2016. | Рекорди пре почетка Светског првенства 2016. | Рекорди пре почетка Светског првенства 2016. | Рекорди пре почетка Светског првенства 2016. |
| ------------------------------------------------ | -------------------------------------------- | -------------------------------------------- | -------------------------------------------- | -------------------------------------------- |
| Светски рекорд                                   | Јармила Кратохвилова, Чехословачка           | 49,57                                        | Милано, Италија                              | 7. март 1982.                                |
| Рекорд светских првенстава                       | Олесија Красномовец, Русија                  | 50,04                                        | Москва, Русија                               | 12. март 2006.                               |
| Најбољи резултат сезоне                          | Кортни Около, Сједињене Државе               | 50,69                                        | Бермингхам, Сједињене Државе                 | 12. март 2016.                               |
| Афрички рекорд                                   | Черити Опара, Нигерија                       | 59,73                                        | Штутгарт, Немачка                            | 1. фебруар 1998.                             |
| Азијски рекорд                                   | Ли Јађуен, Кина                              | 52,27                                        | Пекинг, Кина                                 | 24. фебруар 1996.                            |
| Северноамерички рекорд                           | Кристин Амертил, Бахаме                      | 50,34                                        | Москва, Русија                               | 12. март 2006.                               |
| Јужноамерички рекорд                             | Алијан Помпеј, Гвајана                       | 51,83                                        | Њујорк, Сједињене Државе                     | 26. фебруар 2010.                            |
| Европски рекорд                                  | Јармила Кратохвилова, Чехословачка           | 49,57                                        | Милано, Италија                              | 7. март 1982.                                |
| Океанијски рекорд                                | Мери Холанд, Аустралија                      | 52,17                                        | Будимпешта, Мађарска                         | 4. март 1989.                                |
| Рекорди после завршеног Светског првенства 2016. |                                              |                                              |                                              |                                              |
| Азијски рекорд                                   | Олувакеми Адекоја, Бахреин                   | 51,47                                        | Портланд, Сједињене Државе                   | 18. март 2016.                               |
| Азијски рекорд                                   | Олувакеми Адекоја, Бахреин                   | 51,45                                        | Портланд, Сједињене Државе                   | 19. март 2016.                               |

### Најбољи резултати у 2016. години
Десет најбољих атлетичарки на 400 метара у дворани пре првенства (16. марта 2016), имале су следећи пласман.
| 1.  | Кортни Около, Сједињене Државе       | 51,16 | 5. фебруар  |
| 2.  | Ешли Спенсер, Сједињене Државе       | 51,56 | 5. фебруар  |
| 3.  | Серен Банди-Дејвис, Велика Британија | 51,60 | 30. јануар  |
| 4.  | Наташа Хејстингс, Сједињене Државе   | 51,66 | 20. фебруар |
| 5.  | Олувакеми Адекоја, Бахреин           | 51,67 | 20. фебруар |
| 6.  | Кванера Хејз, Сједињене Државе       | 52,00 | 12. фебруар |
| 7.  | Стефани Ен Макферсон, Јамајка        | 52,05 | 20. фебруар |
| 8.  | Тејлор Елис-Вотсон, Сједињене Државе | 52,18 | 12. фебруар |
| 9.  | Кира Џеферсон, Сједињене Државе      | 52,19 | 12. фебруар |
| 10. | Робин Рејнолдс, Сједињене Државе     | 52,27 | 12. фебруар |

Такмичарке чија су имена подебљана учествовале су на СП 2016.

## Квалификационе норме
| Дворана | Отворено |
| ------- | -------- |
| 53,15   | 51,20    |

## Сатница
| Датум          | Време | Ниво          |
| -------------- | ----- | ------------- |
| 18. март 2016. | 12:25 | Квалификације |
| 18. март 2016. | 19:25 | Полуфинале    |
| 19. март 2016. | 18:47 | Финале        |

Времена су дата према локалном времену UTC-8.

## Резултати

### Квалификације
Такмичарке су биле подељене у 4 квалификационе групе. За полуфинале су се пласирале по 2 првопласиране из сваке групе (КВ) и 4 по постигнутом резултату (кв).,,
| Пласман | Група | Стаза | Атлетичарка          | Земља                       | ЛР      | ЛРС     | Резултат | Белешка     |
| ------- | ----- | ----- | -------------------- | --------------------------- | ------- | ------- | -------- | ----------- |
| 1.      | 1     | 6     | Олувакеми Адекоја    | Бахреин                     | 51,67   | 51,67   | 52,27    | КВ          |
| 2.      | 1     | 5     | Стефани Ен Макферсон | Јамајка                     | 49,92   | 52,05   | 52,56    | КВ          |
| 3.      | 1     | 2     | Кабанге Мупопо       | Замбија                     | 50,22о  |         | 52,72    | кв, НР      |
| 4.      | 2     | 5     | Ешли Спенсер         | САД                         | 50,28   | 51,29   | 52,96    | КВ          |
| 5.      | 4     | 6     | Кванера Хејз         | САД                         | 50,84   | 51,09   | 52,98    | КВ          |
| 6.      | 4     | 3     | Малгожата Холуб      | Пољска                      | 52,86   | 52,86   | 53,15    | КВ          |
| 7.      | 2     | 6     | Лисане де Вите       | Холандија                   | 52,49   | 52,49   | 53,19    | КВ          |
| 8.      | 4     | 5     | Бјанка Разор         | Румунија                    | 50,37   | 52,82   | 53,27    | кв          |
| 9.      | 1     | 4     | Саманта Едвардс      | Антигва и Барбуда           | 52,15   | 53,01   | 53,70    | кв          |
| 10.     | 2     | 3     | Грејс Клакстон       | Порторико                   | 52,89   | 52,89   | 53,97    | кв          |
| 11.     | 3     | 6     | Јустина Свјенти      | Пољска                      | 52,13   | 52,30   | 54,25    | КВ          |
| 12.     | 3     | 3     | Ивета Путалова       | Словачка                    | 52,18   | 53,50   | 54,53    | КВ          |
| 13.     | 3     | 4     | Ешли Кели            | Британска Девичанска Острва | 52,71   | 53,01   | 54,95    |             |
| 14.     | 1     | 3     | Амалија Саројан      | Јерменија                   | 54,24   | 55,83   | 55,13    | ЛРС         |
| 15.     | 4     | 2     | Џенебу Данте         | Мали                        | 52,51о  |         | 55,76    | НР          |
| 16.     | 2     | 4     | Кристина Франциско   | Гвам                        | 1:00,34 | 1:00,34 | 1:00,08  | НР          |
|         | 3     | 5     | Крисан Гордон        | Јамајка                     | 51,39   | 51,69   | НЗ       |             |
|         | 4     | 3     | Тјипекапора Херунга  | Намибија                    | 55,40   |         | ДИСК.    | чл.163,3(б) |
|         | 2     | 2     | Хинди Абдикадир Абди | Сомалија                    | 56,18о  |         | НС       |             |

Подебљани лични рекорди су и национални рекорди земље коју такмичар представља.

### Полуфинале
За финале су се пласирале по 3 првопласиране (КВ) из 2 полуфиналне групе.,,
| Пласман | Група | Стаза | Атлетичарка          | Земља             | Резултат | Белешка |
| ------- | ----- | ----- | -------------------- | ----------------- | -------- | ------- |
| 1.      | 2     | 5     | Олувакеми Адекоја    | Бахреин           | 51,47    | КВ, АЗР |
| 2.      | 2     | 6     | Кванера Хејз         | САД               | 51,54    | КВ      |
| 3.      | 2     | 3     | Стефани Ен Макферсон | Јамајка           | 51,91    | ЛРС     |
| 4.      | 1     | 5     | Ешли Спенсер         | САД               | 52,39    | КВ      |
| 5.      | 4     | 2     | Кабанге Мупопо       | Замбија           | 52,68    | НР      |
| 6.      | 2     | 4     | Малгожата Холуб      | Пољска            | 52,73    | ЛРС     |
| 7.      | 1     | 6     | Јустина Свјенти      | Пољска            | 53,00    | КВ      |
| 8.      | 1     | 4     | Ивета Путалова       | Словачка          | 53,13    | ЛРС     |
| 9.      | 1     | 1     | Бјанка Разор         | Румунија          | 53,34    |         |
| 10.     | 1     | 3     | Лисане де Вите       | Холандија         | 53,35    |         |
| 11.     | 2     | 2     | Грејс Клакстон       | Порторико         | 53,67    |         |
| 12.     | 1     | 2     | Саманта Едвардс      | Антигва и Барбуда | 54,67    |         |

### Финале
,
| Поз. | Атлетичарка          | Земља    | Резултат | Белешка |
| ---- | -------------------- | -------- | -------- | ------- |
|      | Олувакеми Адекоја    | Бахреин  | 51,45    | АЗР     |
|      | Ешли Спенсер         | САД      | 51,72    |         |
|      | Кванера Хејз         | САД      | 51,76    |         |
| 4.   | Стефани Ен Макферсон | Јамајка  | 52,20    |         |
| 5.   | Јустина Свјенти      | Пољска   | 52,46    |         |
| 6.   | Ивета Путалова       | Словачка | 54,39    |         |